# Helma zur Rocklage
Helma Johann zur Rocklage oder auch Helma Maue-zur Rocklage (geboren 27. Juni 1933) ist eine deutsche Juristin. Sie war Richterin am Bundespatentgericht.

## Beruflicher Werdegang
Sie war Richterin am Landgericht, bis sie zum 12. August 1974 zur Richterin am Bundespatentgericht ernannt wurde. Dort war sie unter anderem rechtskundiges Mitglied im 9. Senat (Technischer Beschwerdesenat IV) und rechtskundiges Mitglied im 17. Senat (Technischer Beschwerdesenat). Eine Besonderheit des deutschen Bundespatentgerichts besteht darin, dass neben juristisch ausgebildeten Richtern auch Naturwissenschaftler als Richter wirken; daher wird zwischen rechtskundigen und technischen Richtern unterschieden.
Da sie 1999 nicht mehr im Geschäftsverteilungsplan geführt wurde, ist davon auszugehen, dass sie 1998 in den Ruhestand verabschiedet wurde.

## Veröffentlichungen
- Helma zur Rocklage: Rechtsberatung, Rechtsbetreuung und Prozessvertretung kreisangehöriger Gemeinden durch den Landkreis. In: Deutsches Verwaltungsblatt (DVBl). 1973, S. 24 ff.
- Helma Maue-zur Rocklage: Aus der Rechtsprechung des Bundespatentgerichts im Jahre 1977. 2. Auflage. Gewerblicher Rechtsschutz und Urheberrecht (GRUR) 1978.